# 林荫街道 (乌海市)
林荫街道是中华人民共和国内蒙古自治区乌海市海勃湾区下辖的一个街道办事处。于2021年12月由原凤凰岭街道和海北街道划出部分区域设立。

## 行政区划
林荫街道下辖以下村级行政区划单位：
大庆社区、金裕社区、温馨社区、依林社区、海馨社区。